# Národní parky v Albánii
V Albánii se nachází 16 národních parků.

## Seznam
| Název                            | Datum vyhlášení | Rozloha (ha) | Poznámka |
| -------------------------------- | --------------- | ------------ | -------- |
| Národní park Butrint             | 2000            | 9 424        |          |
| Národní park Dajti               | 1966            | 29 216       |          |
| Národní park Divjaka-Karavasta   | 2008            | 22 230       |          |
| Národní park Lura                | 1966            | 1 280        |          |
| Národní park Llogara             | 1966            | 1 010        |          |
| Národní park Prespa              | 1999            | 27 750       |          |
| Národní park Thethi              | 1966            | 2 630        |          |
| Národní park Tomorr              | 1996            | 24 723       |          |
| Národní park Valbona             | 1966            | 8 000        |          |
| Národní park Hotova-Dangelli     | 2008            | 34 361       |          |
| Národní park Drenova             | 1966            | 1 380        |          |
| Národní park Qafë Shtama         | 1996            | 2 000        |          |
| Národní park Zall-Gjoçaj         | 1996            | 140          |          |
| Národní park Shebenik-Jabllanicë | 2008            | 33 927       |          |
| Národní park Karaburun-Sazan     | 2010            | 12 428       |          |
| Národní park Vjosa               | 2023            |              |          |